# Crotone (M 5558)
Il Crotone (distintivo ottico M 5558) è un cacciamine della Marina Militare italiana; l'unità è la quinta imbarcazione della classe Gaeta. Il suo abituale porto di assegnazione è La Spezia. L'imbarcazione è appositamente progettata per la localizzazione e la distruzione di mine. Per lo svolgimento di tale compito la nave è dotata di un sonar e due veicoli filoguidati ROV. L'unità può svolgere inoltre il pattugliamento dei confini nazionali, la localizzazione di relitti e, essendo dotata di personale palombaro e camera iperbarica, operazioni di soccorso.